# 板橋文夫
板橋 文夫（いたばし ふみお、1949年3月8日 - ）は、栃木県足利市出身のジャズ・ピアニスト。作曲家。レコードレーベルは日本コロムビア。

## 人物
栃木県足利市出身。国立音楽大学へ進学後、先輩である本田竹廣のピアノ演奏を聴いてジャズに開眼。
1970年、渡辺貞夫クインテットでプロ・デビュー後、日野皓正クインテット、森山威男カルテットに参加する一方、自己のトリオでの活動も開始。
エルヴィン・ジョーンズ (ドラム)やレイ・アンダーソン (トロンボーン)とのワールドツアーにも参加。
映画音楽も多く手掛けており、『19歳の地図』『さまよえる脳髄』『暗恋桃花源』『A Way With Words』故若松孝二監督『11.25』などがある。

## アルバム
- 渡良瀬
- NATURE
- TO BE
- ザ・ミックス・ダイナマイト 游